# Glenn Hardin
Glenn Hardin (Derma, Misisipi; 1 de julio de 1910-Baton Rouge; 6 de marzo de 1975) fue un atleta estadounidense, especialista en la prueba de 400 m vallas en la que llegó a ser campeón olímpico en 1936.

## Carrera deportiva
En los JJ. OO. de Los Ángeles 1932 ganó la medalla de plata en los 400 metros vallas.
Cuatro años después, en los JJ. OO. de Berlín 1936 ganó la medalla de oro en la misma prueba, con un tiempo de 52.1 segundos, llegando a meta por delante del canadiense John Loaring (plata con 52.7 s) y del filipino Miguel White.